# 志太泉酒造
志太泉酒造（しだいずみしゅぞう）は、静岡県藤枝市宮原に工場と本社を置く日本の酒造会社である。

## 概要
1882年（明治15年）、藤枝の地主・杉村家の分家である望月家は、現在地において余剰米を有効利用する役割を担っていたが、望月久作が酒造りを行ったのが始まり。戦前は、藤枝で清酒と山梨県のワイナリーでワインを造っていた。第2次世界大戦時は休業したが、1954年（昭和29年）に酒造を再開した。現在、当主・望月雄二郎が、「志太泉（しだいずみ）」ブランドの日本酒を醸造販売する老舗酒造メーカーである。
「志太泉」の由来
地元の古くからの地名である「志太」に、「泉」のような酒という意味と、「志」し、「太」く、「泉」のように湧き立つ酒を造りたいという願いを込めて「志太泉」と命名した。
仕込み水
初代・望月久作が、この場所に蔵を建てたのは、瀬戸川の上流の山間地という事が幸いし、周囲の自然環境も保全されており、素晴らしい水が湧く土地だったからです。井戸水を仕込み水として無濾過で使用している。

## 沿革
- 1882年（明治15年） - 望月家は余剰米を有効利用する仕事に就いていた。望月久作が酒造りを開始したのが始まり。
- 年代不詳 - 戦前、清酒「志太泉」、「三五の月」、「ラジオ正宗」、「歓喜」を発売。また、山梨県にワイナリーを所有し、商標名「ミクニワイン」を発売した。
- 年代不詳 - 第2次世界大戦時、一時は酒造りを休業した。
- 1954年（昭和29年） - 酒造業を再開した。
- 1960年（昭和35年） - 吟醸酒「白鷺」を発売した。
- 1968年（昭和43年） - 東京農業大学品評会で金賞を受賞。
- 2009年（平成21年） - 歴代の南部杜氏に代わり、伝統的な能登杜氏の、杜氏・西原光志が就任。
- 2016年（平成28年） - 現在、出荷石高は800石（1.8リットル瓶で8万本）、県内に70%を出荷している[1]。

## 営業情報
- 定休日 - 年末年始、お盆時期
- 営業時間 - 午前8時 - 午後5時
- 駐車場 - 有り

## 蔵見学
- 時期 - 仕込み期間の11月 - 3月も可能だが、12月は最繁忙期で不可
- 曜日 - 土・日曜日・祝日でも、見学担当者が対応できらば可能
- 時間 - 午前9時 - 午前12時、午後1時 - 午後4時、見学所要時間60分
- 予約 - 10日前までに電話、メールで予約必要、当日は不可
- 注意事項 - 当日に納豆を食べない、製造設備には手を触れない、強い香水を使用しない、蔵内での飲食・喫煙禁止[4]

## 受賞歴
全国新酒鑑評会
- 平成16酒造年度 - 「志太泉」金賞受賞[5]
- 平成18酒造年度 - 「志太泉」金賞受賞[6]
- 平成21酒造年度 - 「志太泉」金賞受賞[7]
- 平成23酒造年度 - 「志太泉」金賞受賞[8]
- 平成25酒造年度 - 「志太泉」金賞受賞[9]
- 平成28酒造年度 - 「志太泉」金賞受賞[10]
- 平成29酒造年度 - 「志太泉」金賞受賞[11]
- 平成30酒造年度 - 「志太泉」金賞受賞[12]
- 令和2年酒造年度 - 「志太泉」金賞受賞[13]
- 令和4年酒造年度 - 「志太泉」金賞受賞[14]

## 交通
鉄道
- JR東海道本線 - 藤枝駅下車、タクシーで15分

路線バス
- ふるさと瀬戸谷線 - 「瀬戸谷温泉ゆらく」行き乗車25分、宮原バス停下車徒歩3分

## 関連文献
- 『志太泉（したいずみ）（デジタル大辞泉プラス）』「静岡県、株式会社志太泉酒造の製造する日本酒。平成21、23酒造年度の全国新酒鑑評会で金賞を受賞」